# Clément Poirée
Pour les articles homonymes, voir Poirée.
Scènes principales
Théâtre de la Tempête
Clément Poirée, né en 1974, est un metteur en scène et directeur de théâtre français.

## Biographie
Après des études de sociologie politique, Clément Poirée découvre le théâtre en assistant en 1999 à une mise en scène de la pièce Excédent de poids, insignifiant : amorphe de Werner Schwab par Philippe Adrien. Clément Poirée rencontre le metteur en scène, également directeur du Théâtre de la Tempête et le sollicite pour un stage. Il est engagé comme stagiaire sur Le Roi Lear de William Shakespeare puis devient ensuite l'assistant et le collaborateur de Philippe Adrien (La Mouette d'Anton Tchekhov, Le Dindon de Georges Feydeau, Partage de midi et Protée de Paul Claudel, L’École des femmes de Molière...),.
En 2004, Clément Poirée crée sa compagnie Hypermobile (surnom qu'il portait enfant) et monte sa première mise en scène Kroum, l'ectoplasme de Hanoch Levin au Théâtre de la Tempête,,. En 2009, il poursuit avec Dans la jungle des villes de Bertolt Brecht puis en 2011 Beaucoup de bruit pour rien de William Shakespeare qui participe au Globe to Globe Festival (en) de Londres et représente la France dans ce festival où Shakespeare est joué dans différentes langues,,. En 2014, Beaucoup de bruit pour rien participe également au Festival Internacional Cervantino (en) au Mexique.
En janvier 2017, il succède à Philippe Adrien à la direction du Théâtre de la Tempête et dirige Vie et mort de H de Hanoch Levin pour lequel Les Échos estime qu'il « a hérité d[u] sens de l’espace et de l’esthétique » de son mentor et La vie est un songe de Calderon de la Barca.
Il revient aux pièces contemporaines avec Les Enivrés (2018) et La Ligne solaire d'Ivan Viripaev (2022), À l'abordage ! (2020) (une adaptation contemporaine de Le Triomphe de l'amour de Marivaux) et Autopsie mondiale (2023) d’Emmanuelle Bayamack-Tam, Catch ! de Hakim Bah (2021) et Vania / Vania (2022) d'après les deux pièces d'Anton Tchekhov : Le Génie des bois et Oncle Vania.

## Mise en scène

### Théâtre
- 2004 : Kroum, l'ectoplasme de Hanoch Levin, Théâtre de la Tempête
- 2005 : Meurtre de Hanoch Levin, Théâtre de la Tempête
- 2009 : Dans la jungle des villes de Bertolt Brecht, Théâtre de la Tempête[18]
- 2011 : Beaucoup de bruit pour rien de William Shakespeare, Théâtre de la Tempête, Théâtre du Globe de Londres, tournée
- 2013 : Homme pour homme de Bertolt Brecht, Théâtre de la Tempête, tournée
- 2015 : La Nuit des rois de William Shakespeare, Théâtre des Quartiers d'Ivry, Théâtre de la Tempête, tournée
- 2017 : Vie et mort de H de Hanoch Levin, Théâtre de la Tempête
- 2017 : La vie est un songe de Calderon de la Barca, Théâtre de la Tempête, tournée
- 2018 : Les Enivrés de Ivan Vyrypaev, Théâtre de la Tempête
- 2019 : Dans le Frigo d'après Copi, Théâtre de la Tempête[19]
- 2020 : À l'abordage ! d’Emmanuelle Bayamack-Tam, Théâtre de la Tempête[20], tournée
- 2021 : Catch ! de Hakim Bah, Théâtre de la Tempête, tournée
- 2022 : La Ligne solaire d’Ivan Viripaev, Festival Off d'Avignon
- 2022 : Vania / Vania d'après Anton Tchekhov, Théâtre de la Tempête, Théâtre de Sartrouville et des Yvelines
- 2023 : Autopsie mondiale d’Emmanuelle Bayamack-Tam, Théâtre de la Tempête, tournée
- 2024 : L'Avare de Molière, Théâtre de la Tempête

### Opéra
- 2020 : La Cenerentola, musique Gioachino Rossini, Festival d'Opéra de Saint-Céré, tournée

## Livres audio
De 2003 à 2015 Clément Poirée met en scène 25 livres audio des Editions Gallimard dans la collection Le Petit Théâtre d'Ombres - Giboulé.